# Radešínská Svratka
Radešínská Svratka – miejscowość i gmina (obec) w Czechach, w kraju Wysoczyna, w powiecie Zdziar nad Sazawą. W 2022 roku liczyła 617 mieszkańców.